# HMS Repulse (34)
O HMS Repulse foi um cruzador de batalha operado pela Marinha Real Britânica e a segunda e última embarcação da Classe Renown, depois do HMS Renown. Sua construção começou em janeiro de 1915 na John Brown & Company e foi lançado ao mar em janeiro de 1916, sendo comissionado em agosto do mesmo ano. Era armado com uma bateria principal composta por seis canhões de 381 milímetros montados em três torres de artilharia duplas, tinha um deslocamento carregado de mais de trinta mil toneladas e alcançava uma velocidade máxima de mais de trinta nós.
O Repulse entrou em serviço no meio da Primeira Guerra Mundial, com sua única ação sendo participar da Segunda Batalha da Angra da Heligolândia em 1917. Ele passou as décadas de 1920 e 1930 realizando principalmente exercícios de rotina e viagens para portos estrangeiros. O navio também realizou resgatou refugiados durante a Guerra Civil Espanhola e manteve guarda na Revolta Árabe na Palestina. Passou por duas reconstruções durante o período, entre 1918 e 1921 e depois entre 1933 e 1936, que principalmente fortaleceram sua blindagem e armamentos.
A Segunda Guerra Mundial começou em 1939 e o Repulse inicialmente fez parte de patrulhas à procura de navios alemães, participando no ano seguinte da Campanha da Noruega. A embarcação foi transferida em meados de 1941 para o Extremo Oriente e designado para a chamada Força Z junto com o couraçado HMS Prince of Wales. Eles partiram na tarde de 8 de dezembro em uma tentativa de interceptarem desembarques japoneses na Malásia, porém acabaram avistados e foram atacados por várias aeronaves na manhã do dia 10. O Repulse foi torpedeado e afundou.

## Características

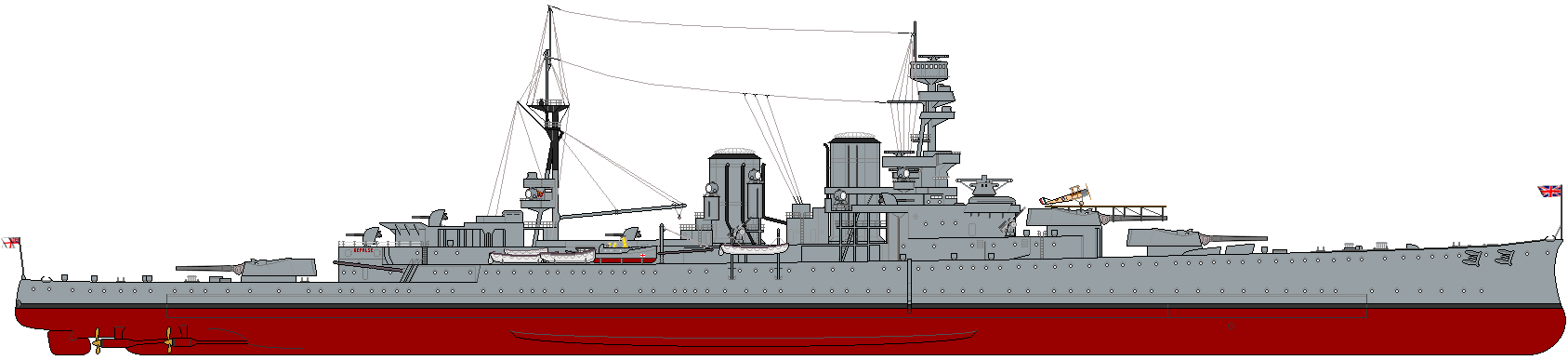
Desenho do Repulse

O Repulse tinha 242 metros de comprimento de fora a fora, boca de 27,5 metros e calado de 9,2 metros. Seu deslocamento normal era de 27 760 toneladas e o deslocamento carregado de 32 740 toneladas. Seu sistema de propulsão consistia em quatro turbinas a vapor Brown-Curtis alimentadas pelo vapor produzido por 42 caldeiras Babcock & Wilcox a óleo combustível. O sistema tinha uma potência indicada de 114,2 mil cavalos-vapor (84 mil quilowatts), suficiente para uma velocidade máxima de 32 nós (59 quilômetros por hora). Durante seus testes marítimos o navio alcançou 120 595 cavalos-vapor (88 673 quilowatts) para 31,73 nós (58,76 quilômetros por hora). Normalmente carregava mil toneladas de óleo combustível, mas tinha uma capacidade máxima de 4 358 toneladas, permitindo uma autonomia de quatro mil milhas náuticas (7 410 quilômetros) a dezoito nós (33 quilômetros por hora).
O armamento principal era composto por seis canhões BL Marco I de 381 milímetros em três torres de artilharia duplas, duas sobrepostas à vante e uma à ré. A bateria secundária tinha dezessete canhões BL Marco IX de 102 milímetros em cinco montagens triplas e duas únicas. Seu armamento antiaéreo era formado por dois canhões de 76 milímetros montados no convés superior nas laterais da segunda chaminé. Também havia dois tubos de torpedo de 533 milímetros submersos, um em cada lateral à vante da primeira barbeta. O cinturão principal de blindagem tinha entre 76 e 152 milímetros de espessura, sendo fechado em cada extremidade por anteparas transversais de 76 a 102 milímetros. Seu convés blindado ficava entre 25 e 64 milímetros. As torres de artilharia tinham laterais e frentes com 178 a 229 milímetros e tetos de 108 milímetros. O Repulse também foi finalizado com uma protuberância antitorpedo rasa.

## História

### Primeira Guerra
O batimento de quilha do Repulse ocorreu em 25 de janeiro de 1915 nos estaleiros da John Brown & Company em Clydebank, na Escócia. Foi lançado ao mar em 8 de janeiro de 1916 e finalizado em 18 de agosto. Sua construção custou ao todo 2 829 087 libras esterlinas. Foi designado para atuar na 1ª Esquadra de Cruzadores de Batalha da Grande Frota no Mar do Norte, onde permaneceu pelos dois anos restantes da Primeira Guerra Mundial.

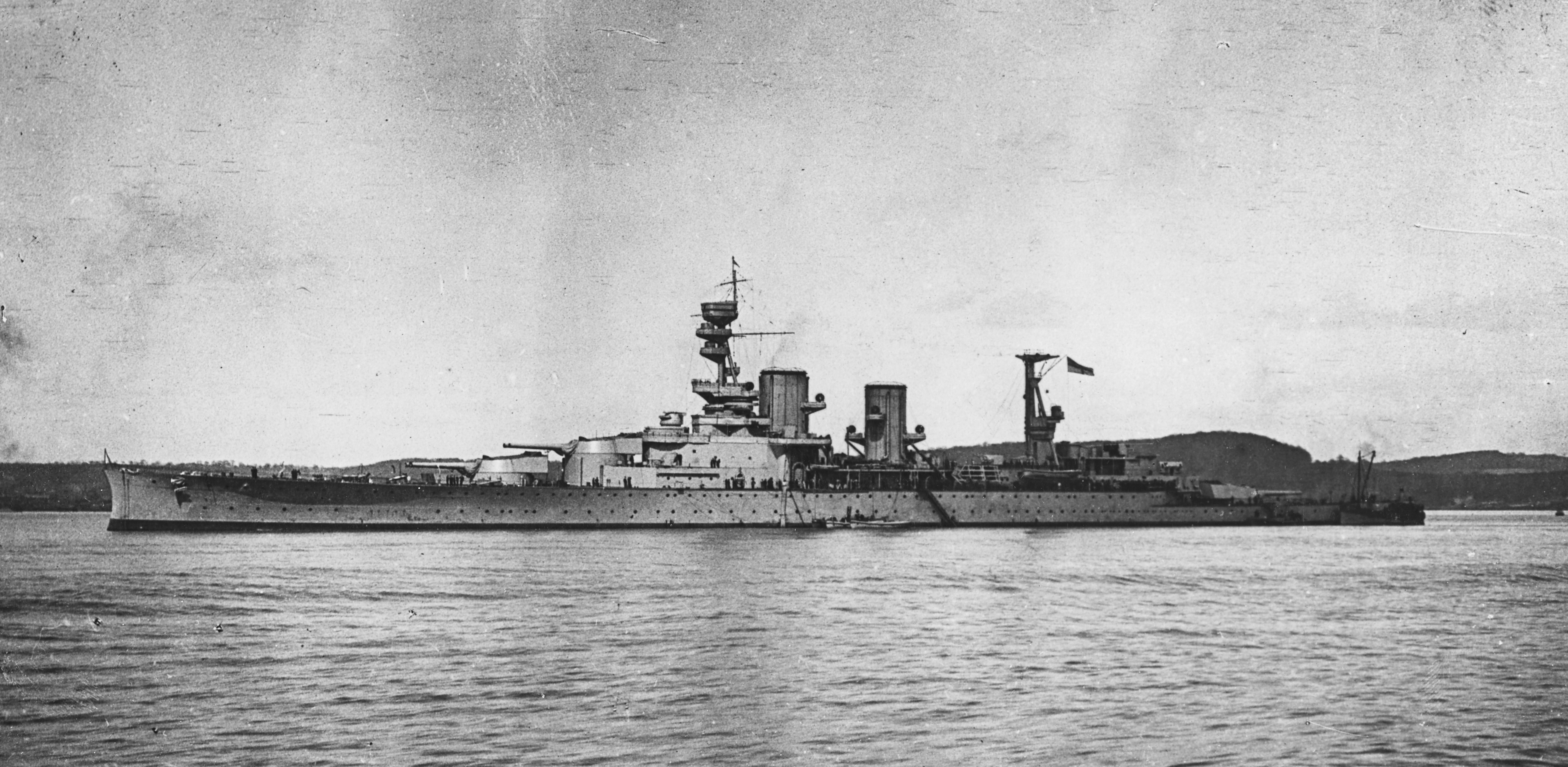
O Repulse c. 1917

O Almirantado Britânico ficou preocupado em 1917 sobre esforços alemães no Mar do Norte de abrirem caminhos pelos campos minados que restringiam as ações da Frota de Alto-Mar e submarinos alemães. Uma incursão preliminar contra forças alemãs em 31 de outubro destruiu dez embarcações pequenas, com o Almirantado decidindo lançar uma operação maior para destruir os draga-minas e seus cruzadores rápidos de escolta. Foi decidido em 17 de novembro de 1917 alocar para a operação duas esquadras de cruzadores rápidos, a 1ª Esquadra de Cruzadores dos cruzadores de batalha da Classe Courageous, a 1ª Esquadra de Cruzadores de Batalha e os couraçados da 1ª Esquadra de Batalha, estes últimos mais distantes.
A força alemã era composta por quatro cruzadores rápidos da II Força de Reconhecimento, oito barcos torpedeiros, três divisões de draga-minas e dez traineiras. Eles foram avistados às 7h30min UTC, suas silhuetas expostas pelo nascer do Sol. O cruzador de batalha HMS Courageous e o cruzador rápido HMS Cardiff abriram fogo sete minutos depois. Os alemães responderam lançando uma cortina de fumaça e se escondendo. Os britânicos continuaram em perseguição, mas perderam de vista a maioria das embarcações menores no meio da fumaça e acabaram concentrando seus disparos quando possíveis nos cruzadores rápidos. O Repulse foi destacado e avançou em velocidade máxima para enfrentar os inimigos. Abriu fogo por volta das 9h00min, acertando uma única vez o cruzador rápido SMS Königsberg. Os couraçados alemães SMS Kaiser e SMS Kaiserin foram avistados aproximadamente às 9h50min, com os britânicos encerrando a perseguição e o Repulse dando cobertura para a retirada, auxiliado às 10h40min por uma neblina. O navio disparou ao todo 54 projéteis de 381 milímetros no decorrer da batalha.
O Repulse acabou colidindo com o cruzador de batalha australiano HMAS Australia em 12 de dezembro, sendo levemente danificado. Ele estava presente em 21 de novembro de 1918 ao final da guerra quando a Frota de Alto-Mar alemã se rendeu e foi internada em Scapa Flow, nas Ilhas Órcades.

### Entreguerras
Uma grande reforma foi iniciada no Repulse em Portsmouth em 17 de dezembro de 1918. Seu cinturão principal foi removido e substituído por um novo feito de placas de 229 milímetros de espessura que sobraram da conversão do couraçado chileno Almirante Cochrane no porta-aviões HMS Eagle. O cinturão original foi colocado entre os conveses principal e superior, acima do novo cinturão. Placas blindadas adicionais foram colocadas nos conveses sobre os depósitos de munição. As protuberâncias antitorpedo foram aprofundadas e retrabalhadas tendo como base aquelas do couraçado HMS Ramillies. As protuberâncias cobriam o casco desde a sala de torpedos submersa até a terceira torre de artilharia, tendo adicionado 3,9 metros de boca e quarenta centímetros de calado. Essa reforma aumentou seu deslocamento em 4,6 mil toneladas e elevou sua altura metacêntrica em dois metros quando em deslocamento carregado. Três telêmetros de 9,1 metros também foram instalados, assim como oito tubos de torpedo em montagens duplas no convés superior. As plataformas de hidroaviões que tinham sido instaladas em 1917 em cima da segunda e terceira torres de artilharia foram removidas.

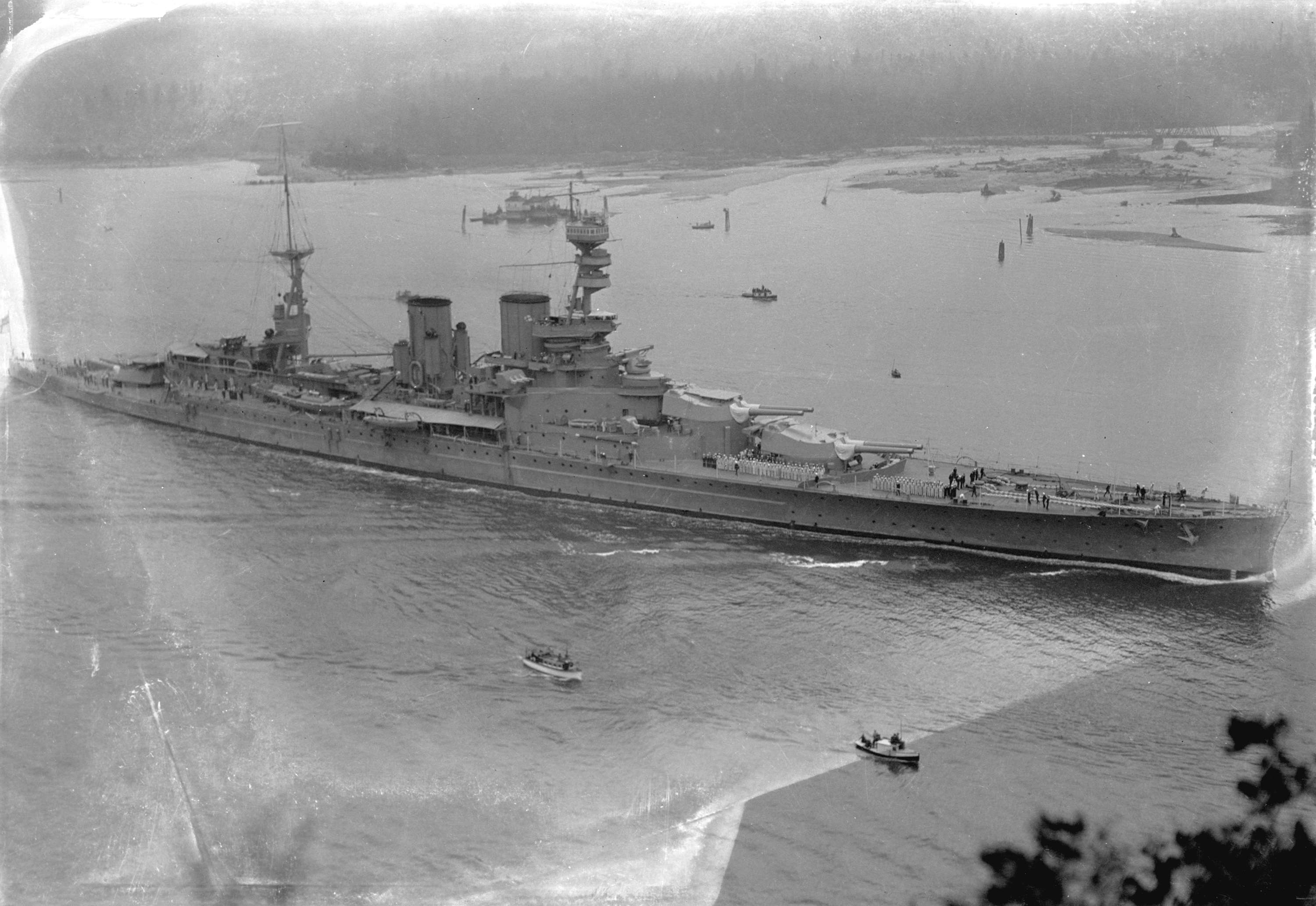
O Repulse entrando no porto de Vancouver em 25 de junho de 1924

O Repulse foi recomissionado em 1º de janeiro de 1921 e foi colocado na Esquadra de Cruzadores de Batalha da Frota do Atlântico. O navio mais o cruzador de batalha HMS Hood e vários cruzadores rápidos da Classe Danae partiram em novembro de 1923 para uma viagem ao redor do mundo, retornando para casa dez meses depois em setembro de 1924. Pouco depois seus dois canhões antiaéreos de 76 milímetros e as montagens únicas de 102 milímetros foram removidas e substituídas por quatro canhões antiaéreos Marco V de 102 milímetros. A Esquadra de Cruzadores de Batalha visitou Lisboa em Portugal em fevereiro de 1925 a fim de participar de celebrações em homenagem a Vasco da Gama, continuando então para o Mar Mediterrâneo para participarem de exercícios. Uma quadra de squash foi adicionada à estibordo das chaminés, assim como uma sauna e banhos no tombadilho para a viagem de Eduardo, Príncipe de Gales, para a África e América do Sul, que ocorreu entre março e outubro. Passou por reformas entre novembro de 1925 e julho de 1926, com uma posição de controle de ângulo elevado sendo adicionada no alto da sua gávea. O navio passou por mais uma pequena reforma entre julho e setembro de 1927, permanecendo junto à Esquadra de Cruzadores de Batalha na Frota do Atlântico até junho de 1932, quando foi tirado de serviço para mais uma reconstrução, esta começando em abril de 1933.
A maior parte das camadas da blindagem horizontal foram substituídas por placas com 64 a 89 milímetros de espessura. Uma catapulta fixa de hidroaviões foi instalada à meia-nau e hangares construídos nas laterais da segunda chaminé que abrigavam dois hidroaviões Fairey III. Uma terceira aeronave podia ser levada no convés mais uma quarta montada na catapulta. Guindastes elétricos foram montados acima de cada hangar para lidar com os hidroaviões. Os canhões antiaéreos de 102 milímetros foram transferidos para novas posições, com quatro canhões protótipos de duplo-propósito Marco XV de 102 milímetros adicionados em montagens duplas Marco XVIII nas laterais do mastro principal. Duas montagens óctuplas de canhões Marco VI de 40 milímetros foram colocadas em extensões da plataforma da torre de comando nas laterais da primeira chaminé. Acima ficavam montagens Marco II* de metralhadoras Vickers Marco III. O Repulse também recebeu dois diretórios antiaéreos de sistema de controle de ângulo elevado, um Marco II na gávea e outro Marco I* em um pedestal acima da superestrutura de ré. Seus tubos de torpedo foram removidos e os espaços transformados em depósitos.

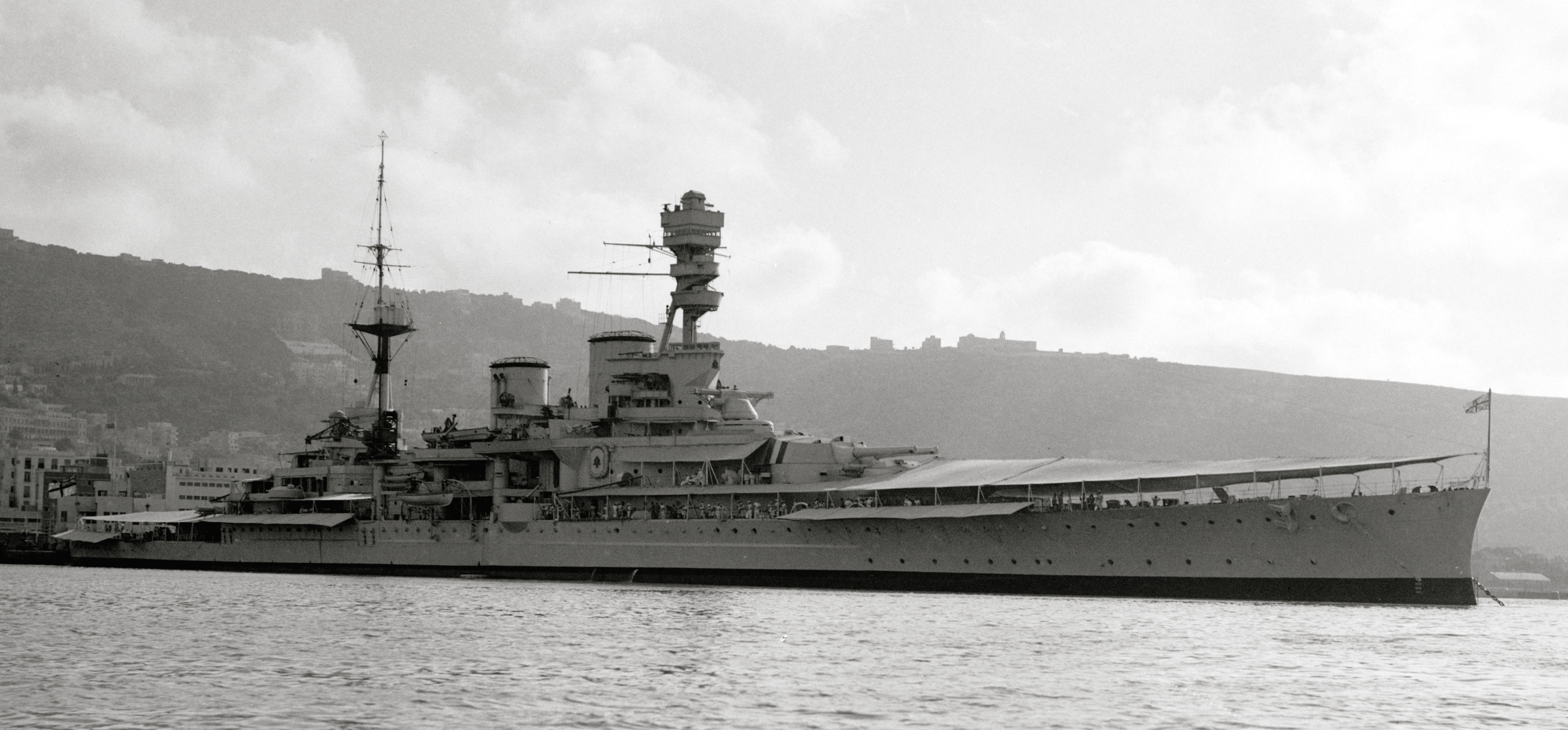
O Respulse em Haifa em julho de 1938

O Respulse foi designado para servir na Frota do Mediterrâneo ao retornar para o serviço em abril de 1936. Transportou no final do ano aproximadamente quinhentos refugiados de Valência e Palma de Maiorca na Espanha para Marselha na França, pouco depois do início da Guerra Civil Espanhola. O navio esteve presente em 20 de maio de 1937 durante a revista naval em celebração da coroação do rei Jorge VI. Foi enviado para Haifa na Palestina em julho de 1938 com o objetivo de manter a ordem durante uma grande revolta na região. O Repulse passou por reformas entre outubro de 1938 e março de 1939 para adaptá-lo como iate real a fim de transportar o rei e a rainha Isabel para uma visita ao Canadá. Os canhões antaéreos de 102 milímetros foram removidos e substituídos por mais dois canhões Marco V e mais duas montagens quádruplas de metralhadoras. Jorge e Isabel acabaram viajando a bordo do transatlântico canadense RMS Empress of Australia, com o Repulse os escoltando durante a primeira metade da viagem.

### Segunda Guerra
A Segunda Guerra Mundial começou em 1939, quando o Repulse estava na Esquadra de Cruzadores de Batalha da Frota Doméstica. Pelos primeiros meses ficou patrulhando o Mar do Norte próximo da Noruega à procura de embarcações alemãs e para aplicar o bloqueio da Alemanha. Sua montagem tripla de ré de 102 milímetros foi removida e substituída por uma montagem óctupla de 40 milímetros. O navio foi transferido em outubro para Halifax no Canadá junto com o porta-aviões HMS Furious a fim de proteger comboios e procurar corsários alemães. Os dois fizeram uma surtida em 23 de novembro em busca do couraçado alemão Scharnhorst, que tinha afundado o cruzador mercante armado HMS Rawalpindi, porém o Repulse acabou danificado durante uma tempestade e foi forçado a voltar para o porto. Ele escoltou o comboio que transportou a maior parte da 1ª Divisão de Infantaria Canadense para o Reino Unido entre 10 e 23 de dezembro, retornando então para a Frota Doméstica. O Repulse acompanhou o porta-aviões HMS Ark Royal em fevereiro de 1940 em uma tentativa fracassada de encontrarem seis navios alemães que tinham conseguido escapar de Vigo na Espanha.

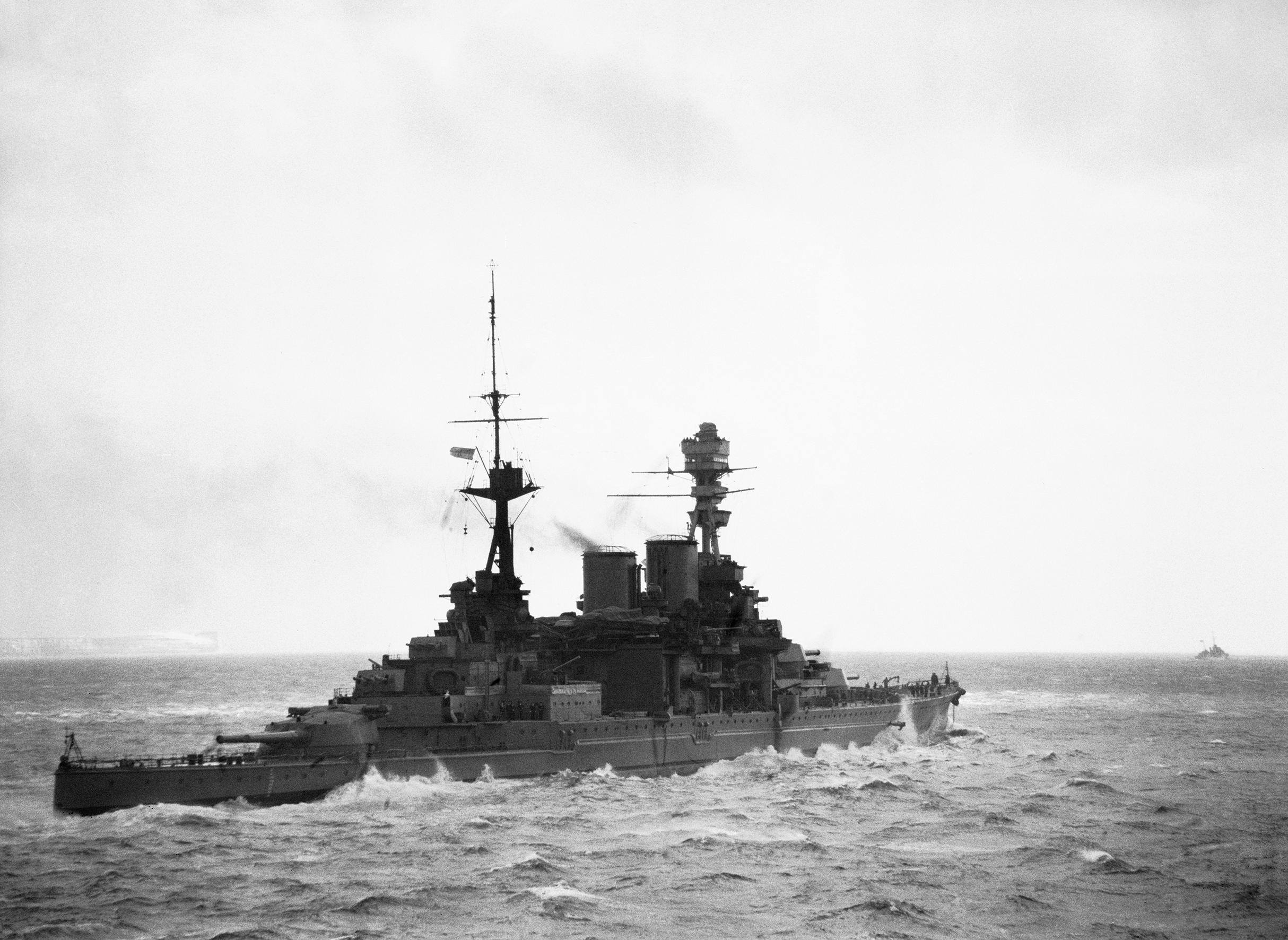
O Repulse c. 1940

O navio foi designado para dar apoio para operações Aliadas durante a Campanha da Noruega entre abril e junho de 1940. O Repulse e a maior parte da Frota Doméstica receberam ordens em 7 de abril para partirem com o objetivo de interceptarem o que se acreditava ser mais uma tentativa alemã de enviar embarcações para o Oceano Atlântico. Foi destacado no dia seguinte a fim de procurar por um navio alemão relatado pelo contratorpedeiro HMS Glowworm, porém este foi afundado pelo cruzador pesado alemão Admiral Hipper antes que o Repulse chegasse, assim ele recebeu ordens de se encontrar com seu irmão HMS Renown ao sul de Lofoten. Retornou para a base de Scapa Flow em 12 de abril para reabastecer e retornou na escolta de um comboio de tropas. O navio foi enviado no início de junho para o Atlântico com o objetivo de procurar corsários alemães, em seguida participando da evacuação de tropas da Noruega.
O Repulse e o Renown tentaram sem sucesso interceptar em julho o couraçado alemão Gneisenau enquanto esteve viajava de Trondheim na Noruega de volta para a Alemanha. O Repulse depois disso ficou escoltando vários comboios e realizando procuras infrutíferas por navios alemães no Atlântico até maio de 1941. Ele foi destacado do Comboio WS8B em 22 de maio com o objetivo de ajudar nas buscas ao couraçado alemão Bismarck, porém precisou abandonar esta tarefa três dias depois porque estava ficando sem combustível. Passou por pequenas reformas entre junho e agosto, recebendo oito canhões antiaéreos Oerlikon de 20 milímetros e um radar de artilharia de superfície Tipo 284. Escoltou um comboio de tropas ao redor do Cabo da Boa Esperança de agosto a outubro, sendo em seguida transferido para o Extremo Oriente.

#### Naufrágio

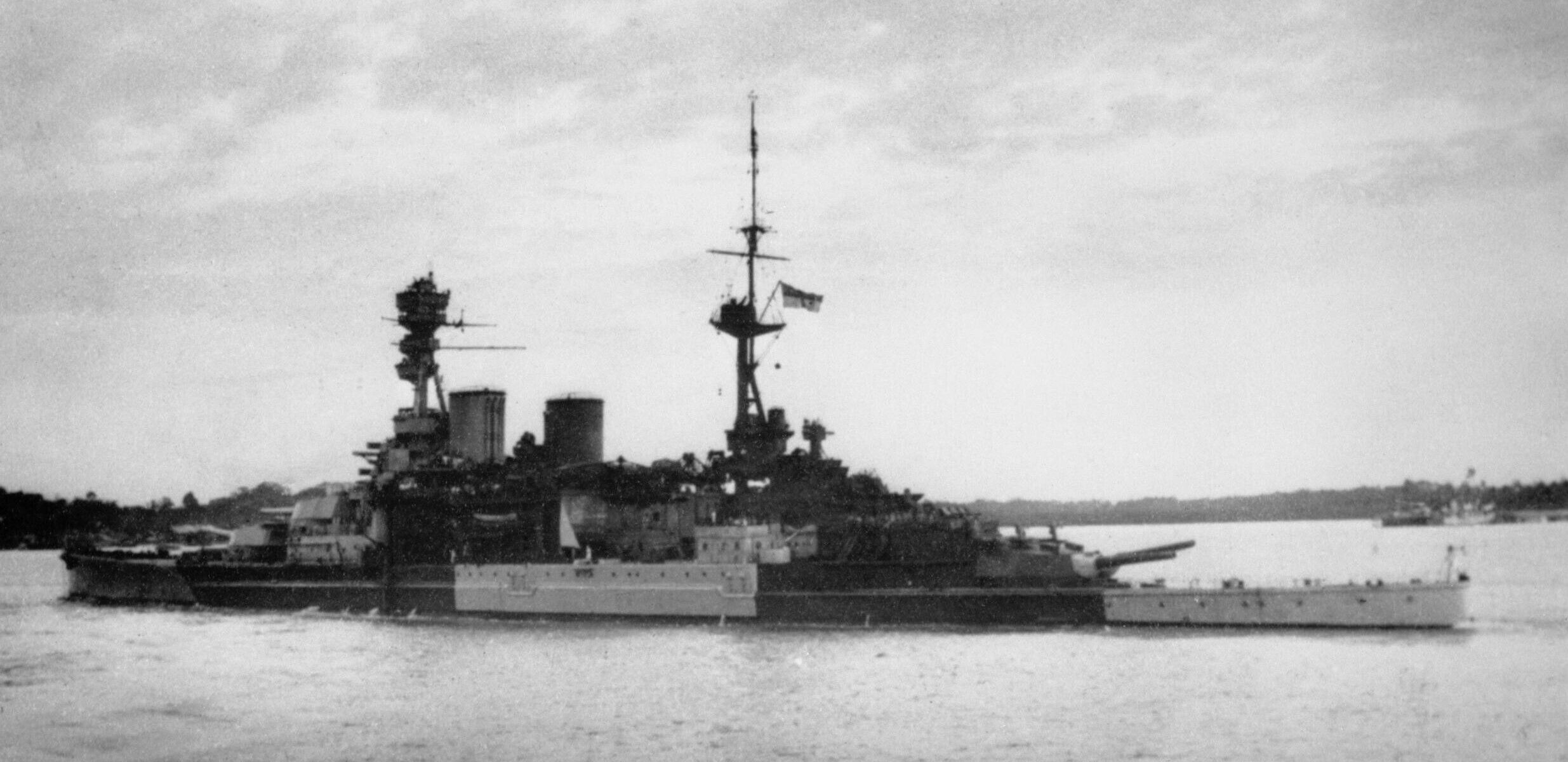
O Repulse em Singapura

O primeiro-ministro Winston Churchill decidiu no final de 1941 enviar um pequeno grupo de navios capitais com um porta-aviões para Singapura com o objetivo de dissuadir uma esperada agressão japonesa. O Repulse estava na época no Oceano Índico e foi enviado em novembro para Colombo no Ceilão para se encontrar com o novo couraçado HMS Prince of Wales. A chegada do porta-aviões HMS Indomitable foi adiada porque ele encalhou no Caribe. O Repulse, Prince of Wales e contratorpedeiros formaram a Força Z, que chegou em Singapura em 2 de dezembro. Esta partiu no final do dia 8 com o objetivo de tentar destruir comboios de tropas japoneses seguindo para a Malásia e proteger os flancos litorâneos do Exército Britânico de desembarques japoneses na retaguarda.
A Força Z foi avistada na tarde de 9 de dezembro pelo submarino japonês I-65, com hidroaviões e vários navios japoneses avistando os britânicos e os seguindo até o anoitecer. O almirante sir Tom Phillips a bordo do Prince of Wales decidiu cancelar a operação, pois os japoneses estavam em alerta. A Força Z deu a volta durante a noite, tentando enganar os inimigos para fazê-los pensar que seguiam para Singora na Tailândia. Philips recebeu informações às 00h50min já do dia 10 que os japoneses tinham desembarcado em Kuantan, alterando o curso para que chegassem pouco depois do nascer do sol.

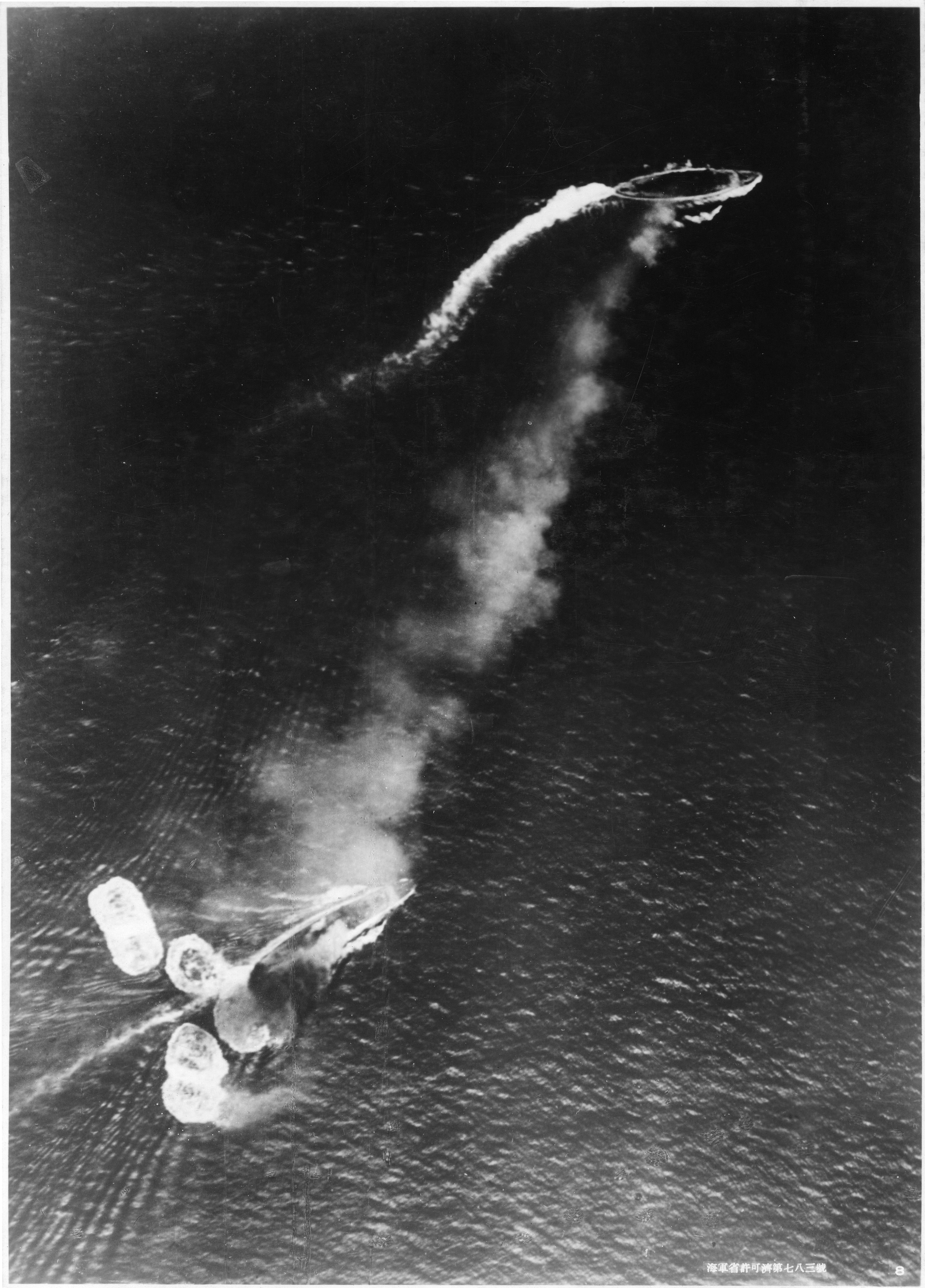
O Prince of Wales (cima) e Repulse (baixo) sendo atacados

O submarino I-58 avistou a Força Z às 2h20min, relatando sua posição e lançando cinco torpedos, todos os quais erraram. Os japoneses usaram esse relato para lançarem onze aeronaves de reconhecimento antes do nascer do sol com o objetivo de encontrar os britânicos. Oitenta e seis bombardeiros da 22ª Flotilha Aérea levando torpedos e bombas decolaram de Saigon algumas horas depois. A tripulação de um avião de reconhecimento Mitsubishi G3M avistou os navios britânicos às 10h15min e enviaram vários relatos de suas posições. O piloto recebeu ordens de manter contato e transmitir um sinal direcional para que as outras aeronaves japonesas pudessem acompanhar.
O primeiro ataque começou às 11h13min quando oito G3M lançaram bombas de 250 quilogramas a uma altitude de 3,5 quilômetros. O Repulse foi quase atingido por duas bombas, mas uma terceira penetrou pelo hangar e explodiu no convés blindado logo abaixo. Isto infligiu várias baixas e danificou um hidroavião Supermarine Walrus abrigado no local, que foi então jogado no mar a fim de remover o perigo de incêndio maior. Disparos antiaéreos danificaram cinco bombardeiros, dois seriamente a ponto de serem forçados a voltar para Saigon. O capitão William Tennant, o oficial comandante do Repulse, manobrou habilmente seu navio para desviar de dezenove torpedos e as bombas restantes. Entretanto, a embarcação acabou pega em um ataque de pinça sincronizado por dezessete Mitsubishi G4M armados com torpedos, com o Repulse sendo atingido por quatro ou cinco em rápida sucessão. Os artilheiros do navio abateram dois aviões e danificaram seriamente outros oito. Ele começou a adernar seriamente para bombordo às 12h23min, emborcando rapidamente e afundando pela popa, com 508 tripulantes morrendo. Os sobreviventes, incluindo Tennant, foram resgatados por dois contratorpedeiros, o britânico HMS Electra e o australiano HMAS Vampire.

## Destroços
Os destroços do Repulse foram designados em 2002 como um "local protegido" sob o Ato de Proteção de Restos Militares de 1986. Uma expedição de 2007 conseguiu identificar apenas dois dos supostos cinco impactos de torpedo, um a bombordo próximo das hélices e outros a estibordo a meia-nau. A seção de meia-nau de bombordo estava enterrada no fundo do oceano e assim não pode ser investigada. Entretanto, a área de bombordo da terceira torre de artilharia estava acessível e sem sinais de impacto de torpedo, contrariando relatos de sobreviventes. Foi relatado em outubro de 2014 que os destroços tanto do Repulse quando do Prince of Wales, afundado no mesmo dia, estavam sendo seriamente danificados com explosivos por comerciantes ilegais de sucata. Mais relatos do tipo surgiram em maio de 2023, levando a apreensão de itens resgatados ilegalmente na Malásia, fazendo com que o Ministério da Defesa do Reino Unido condenasse "veementemente qualquer profanação de qualquer túmulo militar marítimo".